# Paratrichius elegantulus
Paratrichius elegantulus är en skalbaggsart som beskrevs av Moser 1901. Paratrichius elegantulus ingår i släktet Paratrichius och familjen Cetoniidae. Inga underarter finns listade i Catalogue of Life.